# Hypamblys romani
Hypamblys romani är en stekelart som beskrevs av Heinrich Habermehl 1925.
Hypamblys romani ingår i släktet Hypamblys och familjen brokparasitsteklar. Inga underarter finns listade i Catalogue of Life.